# Bankplatz 6 (Braunschweig)

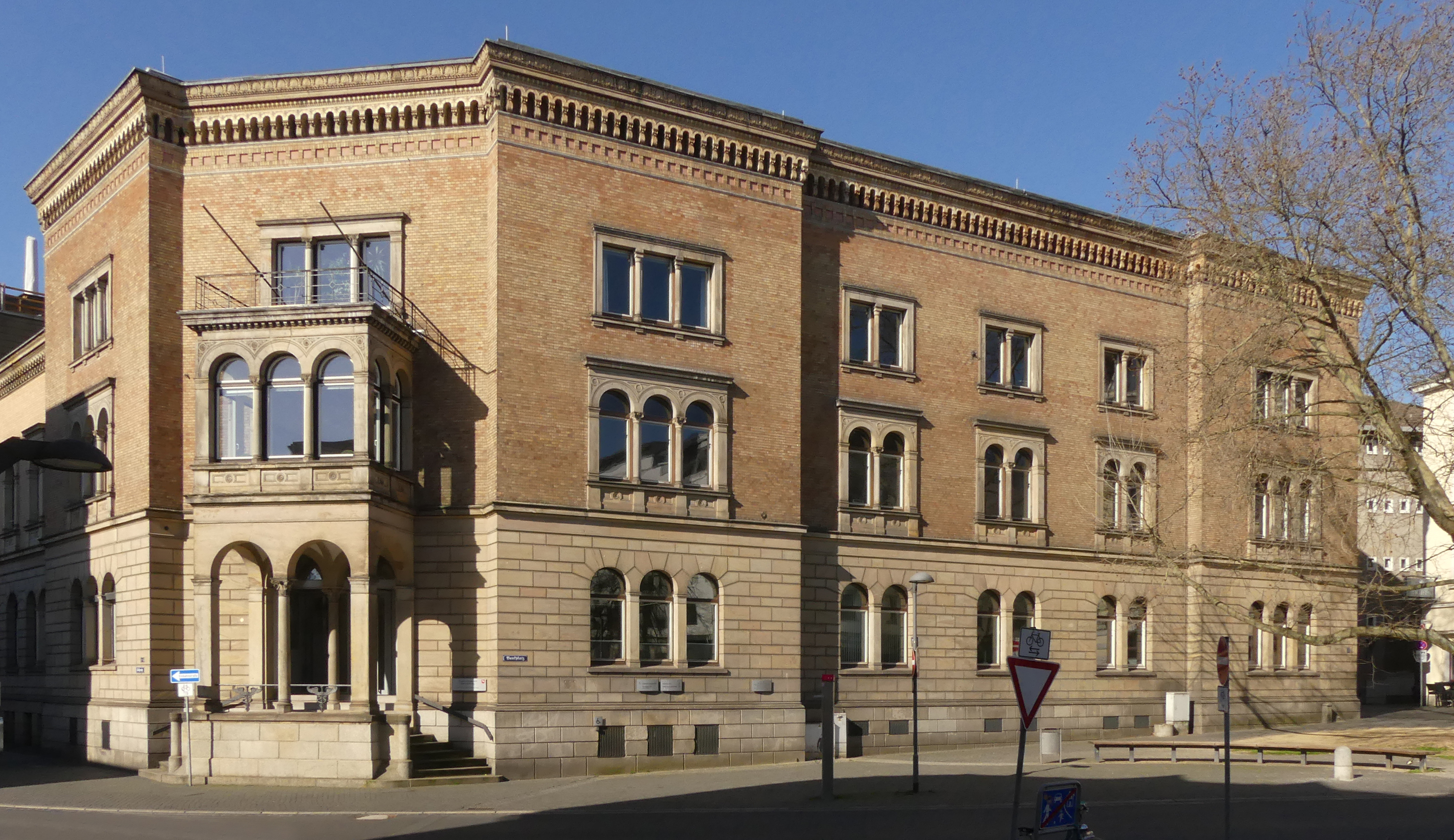
Südostansicht von Bankplatz 6 im Jahre 2020.

Detail des Kranzgesimses

Das Gebäude Bankplatz 6 im historischen Weichbild Altstadt von Braunschweig wurde 1853 nach einem Entwurf des Berliner Architekten Friedrich Louis Simon im Stil der norditalienischen Frührenaissance errichtet. Das Gebäude steht heute unter Denkmalschutz.

## Geschichte
Bevor das Gebäude am Bankplatz 6 im Jahre 1853 errichtet werden konnte, musste zunächst die ursprüngliche, zum Teil Jahrhunderte alte Fachwerkbebauung vor Ort großflächig beseitigt werden, wodurch erst der ab 1858 auch so bezeichnete „Bankplatz“ entstand. Seinen Namen erhielt der nach Süden leicht abfallende Platz, durch das neue Bankgebäude, das die Bauherrin, die Braunschweig-Hannoversche Hypothekenbank dort errichten ließ.
Das Gebäude liegt auf einem trapezförmigen Grundstück und wird von zwei Straßen und einem Platz begrenzt: Nach Süden von der Südstraße, nach Norden von der Steinstraße und nach Osten vom Bankplatz.

## Gebäudebeschreibung

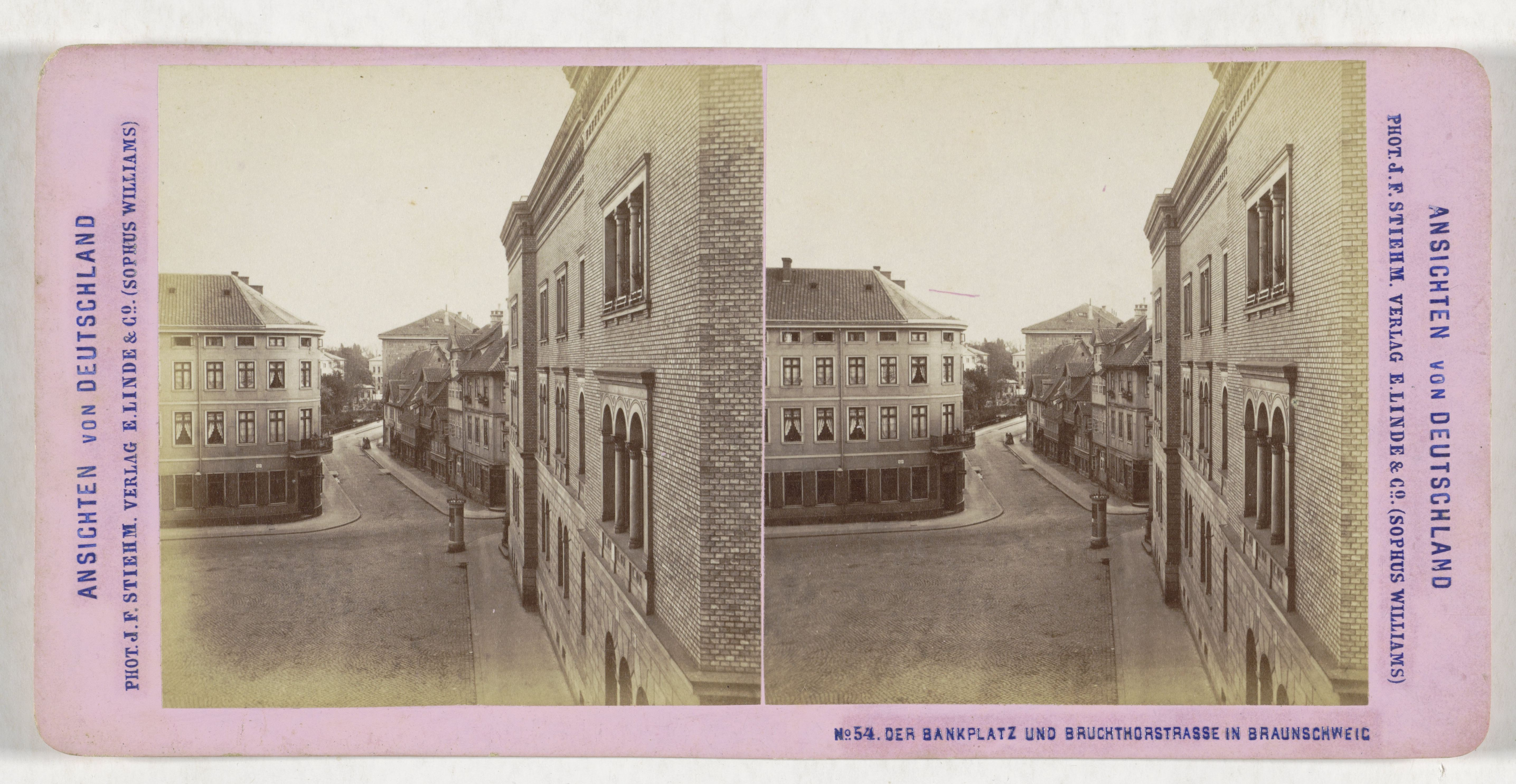
Stereoskopisches Foto von Johann Friedrich Stiehm, entstanden zwischen 1869 und 1872. Es zeigt ganz rechts das Gebäude Bankplatz 6. Blickrichtung Süden in die Bruchtorstraße (heute Am Bruchtor).

Architekt Friedrich Louis Simon war ein Schüler des vor allem in Berlin tätigen und für dem Klassizismus und Historismus in Deutschland prägenden Architekten und Stadtplaners Karl Friedrich Schinkel.
Die oberen zwei Etagen des dreigeschossigen, kubisch und durch scharfe Kanten begrenzten Gebäudes wurden aus beige-rötlichen Mauerziegeln errichtet, das deutlich über Straßenniveau liegende Erdgeschoss bis hinab zum Fundament hingegen aus Werkstein. Das Bauwerk ist nach Westen U-förmig mit Innenhof gestaltet. In seiner Ost- und Westecke befinden sich Mittelrisalite. Die Fenstergestaltung unterscheidet sich je Etage und variiert in jeder Etage. Architektonisch folgt sie der Berliner Rundbogenarchitektur der Schinkelschule, der Simon angehörte.
Der mit einem Altan versehene Haupteingang ist durch eine von zwei Seiten begehbare Steintreppe über einen zweigeschossigen Loggia-Vorbau an der schmalen, abgeschrägten Südostecke des Gebäudes erreichbar. Über  dem obersten Geschoss wird das Gebäude von einem Kranzgesims eingefasst. Darüber befindet sich ein flachgeneigtes Pultdach.
Ursprünglich hatte das Bauwerk zwei Eingänge, einen an der Südostecke auf Seiten der Südstraße (der noch heute besteht) und einen auf der Nordseite zur Steinstraße. Jeweils an den Gebäudeenden zu beiden Straßen befanden sich zweigeschossige Seitenflügel. Der Flügel auf der Steinstraße wurde im Zweiten Weltkrieg beschädigt und nach Kriegsende mit verringerter Geschosshöhe wieder errichtet.
Durch die wenig strukturierte Massigkeit des Baukörpers im Vergleich zur Umgebung, bzw. zur Vorbebauung, setzte das Gebäude neue architektonische Maßstäbe für seine Umgebung.

## Nutzungsgeschichte

Eingangsbereich Bankplatz 6, Juli 2024.

Nach Abschluss der Bauarbeiten bezog die Braunschweigische Bank das Gebäude und nutzte es als Hauptsitz.
Aufgrund akuten Platzmangels in den Gebäuden des Landgerichts Braunschweig, Münzstraße 17 und Domplatz 1, sah sich das Oberlandesgericht Braunschweig (OLG) zu Beginn der 1970er Jahre gezwungen, neuen, eigenen Büroraum entweder bauen zu lassen oder zu kaufen. Nach zähen Verhandlungen mit der Stadt, gelang es schließlich am 29. April 1974 den Gebäudekomplex Bankplatz 6/Steinstraße 1 für zwei Millionen DM von der Norddeutschen Landesbank (NordLB), der Rechtsnachfolgerin der Braunschweigischen Bank, zu erwerben. Nach umfangreichen Umbau- und Renovierungsarbeiten, konnte das OLG Braunschweig die Räume am 15. Oktober 1974 beziehen. 2022 zog das OLG in andere Räumlichkeiten im Gebäude der ehemaligen Bezirksregierung Braunschweig am Ruhfäutchenplatz, seither stand das Haus am Bankplatz leer.
Im Juni 2024 verkaufte die Eigentümerin, das Land Niedersachsen, die 1175 m² große Immobilie für 2,5 Millionen Euro an ein in Braunschweig ansässiges Immobilienunternehmen. Zuvor hatte ein Gutachter den Verkaufswert auf 1,8 Mio. € taxiert.